# 雅麦尼亚会议
雅麦尼亚会议据称是公元1世纪末召开的猶太教会议，地點在雅麦尼亚（今日亞夫內）。面对基督教的兴起，这次会议确定了希伯来圣经正典。不过，也有理论认为希伯来圣经正典确立的时间更早。也有假说认为在这次会议上，犹太领袖们决定禁止相信耶稣是弥赛亚的人进入猶太會堂，这一说法也参考了新约圣经中《约翰福音》的9章22节。雅麦尼亚会议理论是海因里希·格赖茨于1871年首次提出，20世纪大部分时期较为流行。但自1960年代起，该理论开始逐渐受到质疑，后被学术界抛弃。